# 乌拉尔国立技术大学
乌拉尔国立技术大学是一所位于俄罗斯联邦斯维尔德洛夫斯克州叶卡捷琳堡的公立技术大学，是俄罗斯最大的高等技术教育机构。该大学成立于1920年，当时名为乌拉尔理工学院，因苏联政府的工业化政策而得到快速扩张。知名校友有俄罗斯前总统叶利钦。